# Parque Iguaçu
O Parque Iguaçu é um logradouro da cidade de Curitiba, capital do estado do Paraná. O parque faz divisa com a cidade de São José dos Pinhais e tem 569 mil m2, fazendo parte do complexo Parque Regional do Iguaçu (que possui, ao todo, 8 milhões de m2), que tem como atração principal, o Jardim Zoológico de Curitiba. O Parque Iguaçu foi criado em 1976 para preservar os fundos de vale do Rio Iguaçu.
A principal atração deste parque é a Raia de Remo e Canoagem (também conhecido como Parque Naútico Iguaçu) que já foi palco de competições internacionais.
O parque foi criado na década de 1970 e quando o zoológico foi inaugurado, ao lado deste parque (1982), criou-se o complexo do Parque Regional do Iguaçu, porém, o parque o e zoológico são separados por uma rodovia (continuação da Avenida Marechal Floriano Peixoto) que liga Curitiba a São José dos Pinhais.